# Христос Хадзисавас
Христос Константину Хадзисавас (на гръцки: Χρήστος Κωνσταντίνου Χατζησάββας) е гръцки политик от радикалнодясната партия Златна зора, депутат в Гръцкия парламент от януари 2015 година.

## Биография
Роден е в Солун в 1979 година. Учи програмиране и работи като фрийлансър в сектора на интернет услугите и графичните изкуства. Влиза в Златна зора през 1997 г. и е секретар на областния комитет на партията в Кукуш.
Избран е от Златна зора за депутат от избирателен район Кукуш на изборите през януари и септември 2015 година.